# Artocarpus sericicarpus
Artocarpus sericicarpus är en mullbärsväxtart som beskrevs av Jarrett. Artocarpus sericicarpus ingår i släktet Artocarpus och familjen mullbärsväxter. Inga underarter finns listade i Catalogue of Life.